# 衅钟
衅钟是周朝的一种礼仪。在古代，钟被视为一种神器，新铸成的钟要用牛羊的鲜血予以祭祀。
衅钟在《孟子》中被提及，然而这种仪式要早于《孟子》。《孟子·梁惠王上》中载：“王坐于堂上，有牵牛而过堂下者。王见之，曰：‘牛何之？’对曰：‘将以衅钟’王曰：‘舍之！吾不忍其觳觫，若无罪而就死地。’对曰：‘然则废衅钟欤？’曰：‘何可废也，以羊易之。’”可以看出，古代人把牛羊的鲜血涂在钟（神器）上以示对神灵的敬畏。杀牛和杀羊，其实都是杀生。只是由于齊宣王没有看到羊“觳觫”（因惊吓而颤抖），就以羊替牛。这是中国古代版的“替罪羊”。
齊宣王处于周朝，那时候佛教还没有传入中国，所以为祭祀而杀生并不被看作一种过错。随着中国文化的发展和佛教的传播，衅钟这个礼仪被逐渐淡化，以至于三千年后的今天，很少有人知道什么是衅钟了。
这种仪式不仅中国有，外国也有。在西班牙屠杀阿兹特克之前，阿兹特克也有类似衅钟的仪式。那时候阿兹特克文明相当于中国的周朝，崇拜很多神灵。他们的信仰之一就是把人血涂在神器上面，以示对神灵的敬畏。